# Conférence internationale de Tokyo sur le développement de l'Afrique
La Conférence internationale de Tokyo sur le développement de l'Afrique (en anglais Tokyo International Conference on African Development - TICAD) est une initiative lancée en 1993 par le Gouvernement du Japon, avec la participation du Bureau du Conseiller spécial pour l'Afrique de l'Organisation des Nations unies, du PNUD et, depuis 2000, de la Banque mondiale, pour promouvoir un dialogue politique de haut niveau entre les dirigeants africains et leurs partenaires dans le domaine du développement.

## Conférences
- TICAD I (1993) : adoption de la déclaration de Tokyo sur le développement de l'Afrique
- TICAD II (1998) : Réduire la pauvreté grâce à une croissance économique accélérée et à un développement durable ainsi qu'au moyen de l'intégration efficace des économies africaines dans l'économie mondiale
- TICAD III (2003)
- TICAD IV (2008)
- TICAD V (2013)
- TICAD VI (2016) : la conférence s'est tenue pour la première fois en Afrique, les 27 et 28 août, à Nairobi, capitale du Kenya.
- TICAD VII (2019) : la conférence s'est tenue à Yokohama, les 28 et 29 août.
- TICAD VIII (2022) : la conférence se tient à Tunis, les 27 et 28 août.

Les actions se concentrent autour de trois domaines prioritaires :
- encourager la croissance économique ;
- assurer la « Sécurité humaine » et la consolidation de la paix ;
- traiter des questions de l’environnement et du changement climatique.